# Píchoš Altensteinův
Píchoš Altensteinův (Encephalartos altensteinii) je druh cykasu z čeledi zamiovité (Zamiaceae). Rostliny tohoto druhu byly před několika stoletími dováženy do skleníků evropské šlechty a obchodníků a cestou z Afriky sloužily jako zátěž v podpalubí lodí. Ty co přežily patří k nejstarším sbírkovým rostlinám na světě. Stovky let staré stromy tohoto cykasu lze najít v belgické Národní botanické zahradě v Meise, londýnském skleníku Kew či české Lednici. Patří současně k finančně nejcennějším rostlinám světa, jeho hodnotu zvyšuje i to, že se nejspíše řadí k těm málo rostlinám, pocházejícím přímo z přírody, nikoliv od pěstitelů.

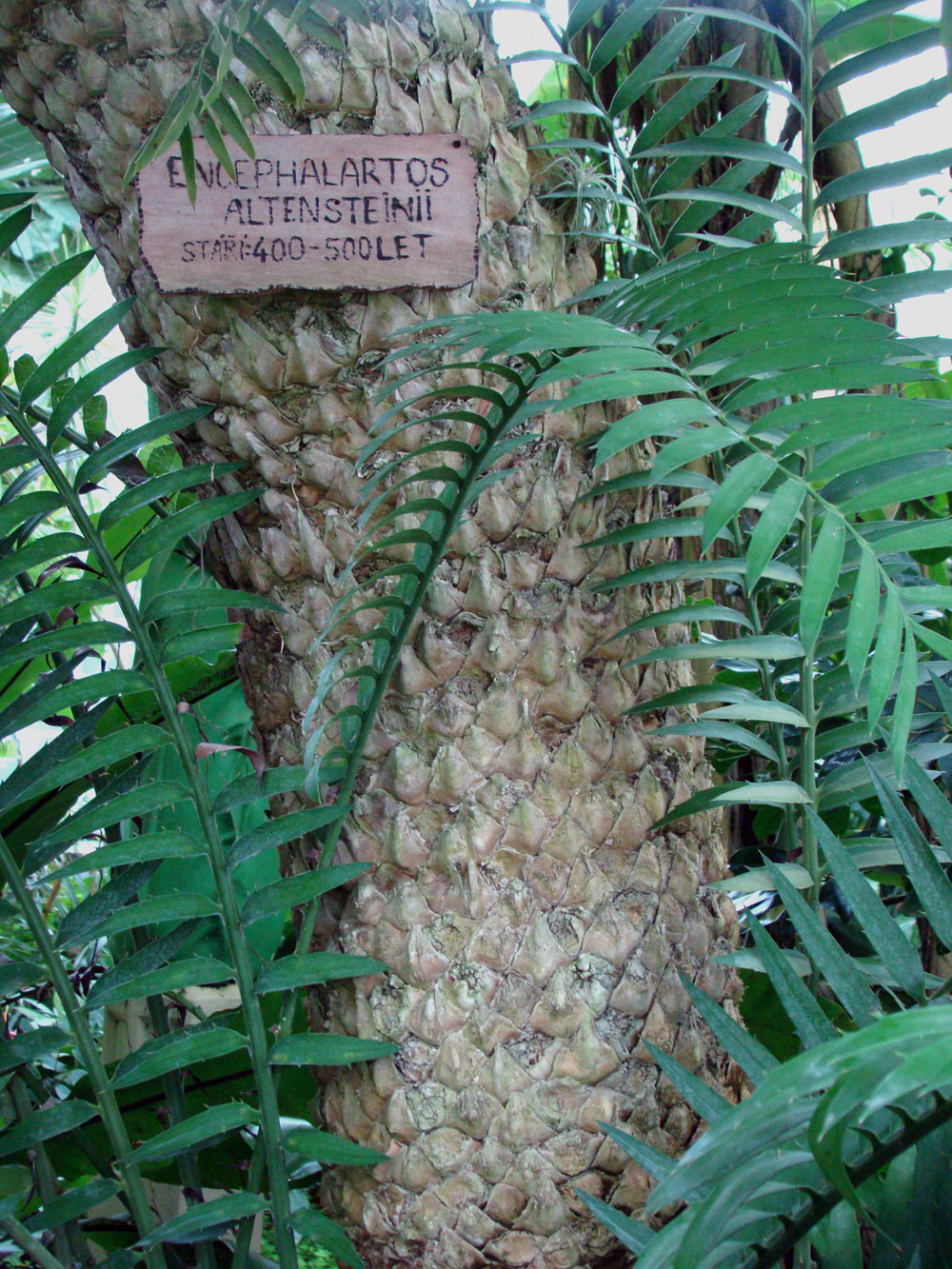
Kmen: označení věku u stromu v Lednici je odhadem, pro který není dokument v zámeckém archivu

## Botanická charakteristika

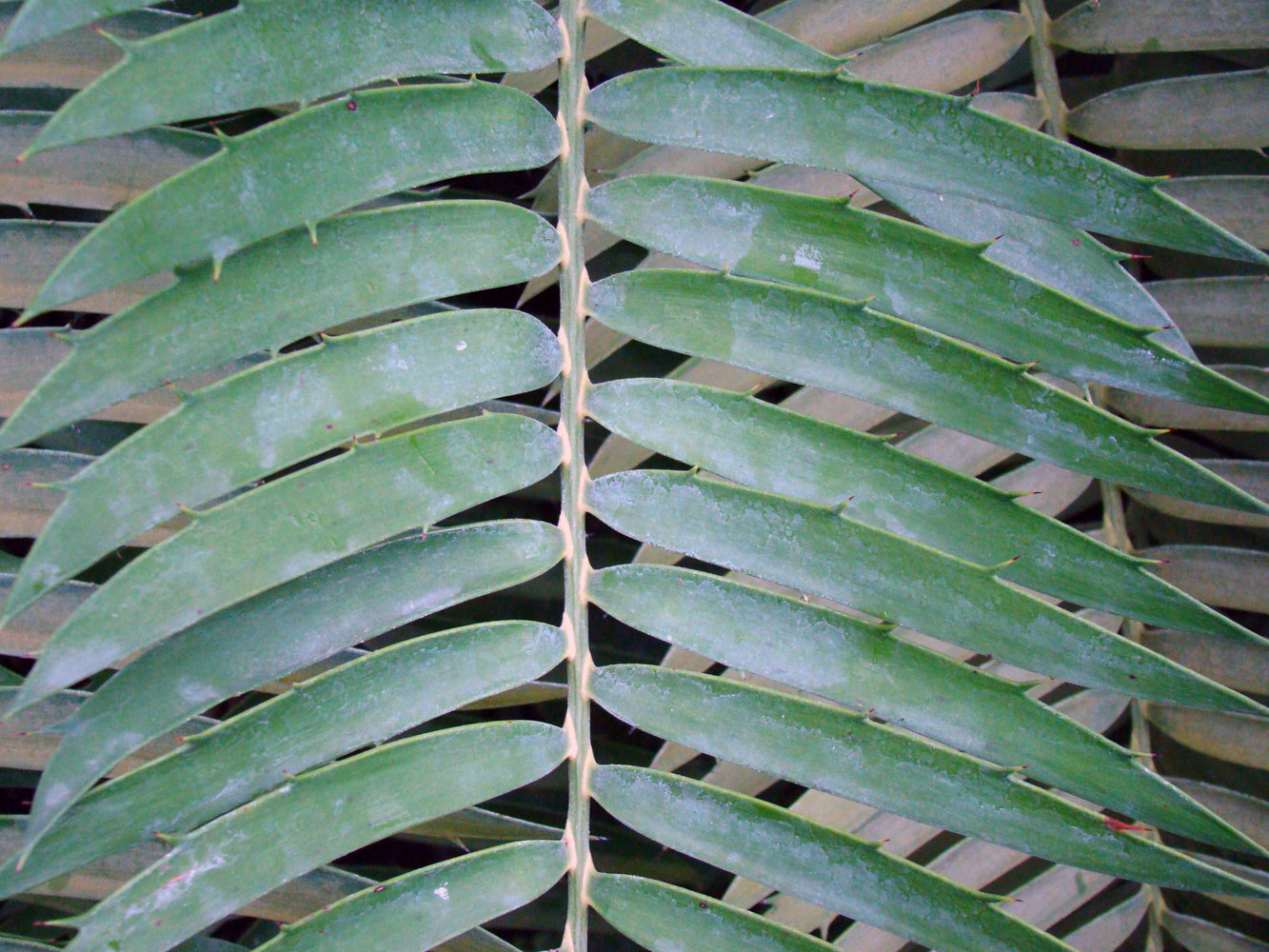
Detail listu

Jedná se o středně velký cykas, který dorůstá výšky až 5 m s průměrem kmene do 35 cm. Pichlavé listy mohou být až 1,5 - 2 metry dlouhé a až 35 cm široké.

## Výskyt
Pochází z Jižní Afriky. Druh je endemický v provincii Východní Kapsko, kde roste v přímořských oblastech na hranici s provincií KwaZulu-Natal. Jako řada dalších druhů afrických cykasů roste především na otevřených skalnatých svazích ale i ve stinných lesích. Klima je horké v létě a chladné v zimě. Dešťové srážky dosahují od 875 mm do 1000 mm a padají především v létě.

## Pěstování v Česku

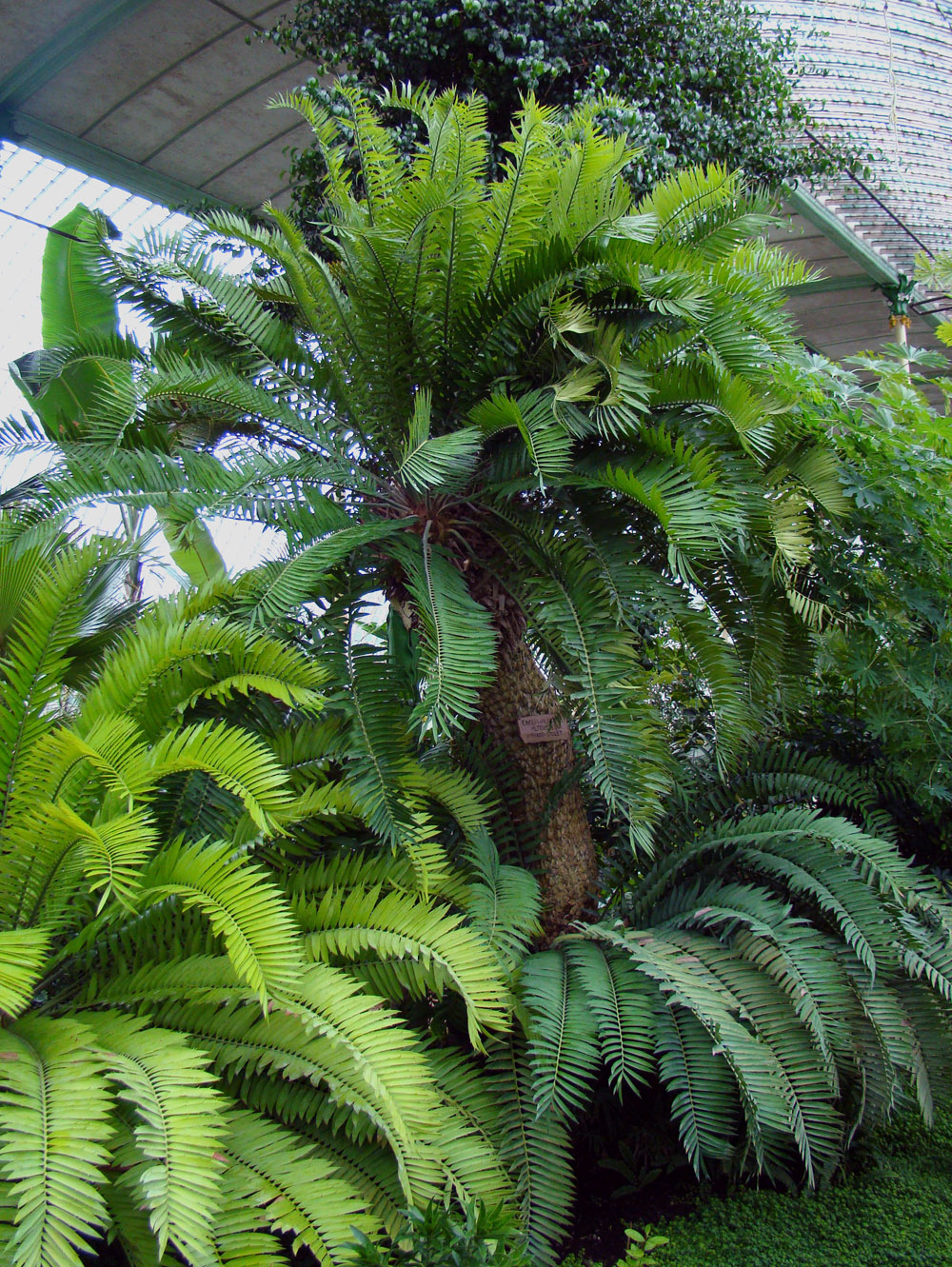
Nejstarší český cykas v Lednici má díky neodbornému zacházení v 90. letech poškozený vrchol

Nejstarším českým cykasem a pravděpodobně nejvzácnější českou skleníkovou rostlinou je přibližně 300letý Encephalartos altensteinii ve skleníku zámku v Lednici. Pochází ze soukromých sbírek Lichtenštejnů. Jeho věk není zcela jednoznačný, je udáván různými zdroji ve velmi nepřesném rozmezí 300-500 let. Obdobné evropské cykasy stejného druhu jsou nicméně odhadovány na přibližně 300 let, přičemž strom z londýnského Kew je větší. Ovšem velikost rostliny není ve skleníkových podmínkách rozhodujícím znakem pro určení jejího stáří.
Rekonstrukce palmového skleníku, v 90. letech 20. století, během níž musely všechny rozměrné rostliny zůstat uvnitř opravované stavby (nebyla možnost jak je vyvézt bez poškození ven ze skleníku), byla pro tuto rostlinu velkou zátěží. Přes maximální snahu ochránit tento vzácný exemplář, který byl s balem přemístěn do rozměrné dřevěné nádoby a v zimním období chráněn obalením netkanou textilií (pro jeho velké rozměry a hmotnost nemohl být ani on vyvezen ze skleníku), došlo k poškození růstového vrcholu. Cykas naštěstí nezahynul, poškozený vrchol však dále neroste a rozdělil se na boční výhony. K podobnému jevu dochází občas i na přírodních stanovištích.
Další cykas zasazený vedle je přírůstkem tohoto původního exempláře, tedy rostlina stejného pohlaví.
Dokumentace o jeho původu neexistuje, zahrada nemá v evidenci ani pohlaví rostliny (jediná dochovaná fotografie z regionálního tisku naznačuje, že jde o samičí květenství), byť strom zde již v minulosti kvetl.

## Etymologie
Pojmenován po pruském státníkovi Karl vom Stein zum Altensteinovi.

## Ochrana
Jedná se o chráněnou rostlinu jejíž přežití je v přírodě ohroženo. Druh Encephalartos altensteinii je zapsán na hlavním seznamu CITES I, který kontroluje obchod s ohroženými druhy - jak s rostlinami, tak i jejich semeny.